# Autobahn und Autostrasse

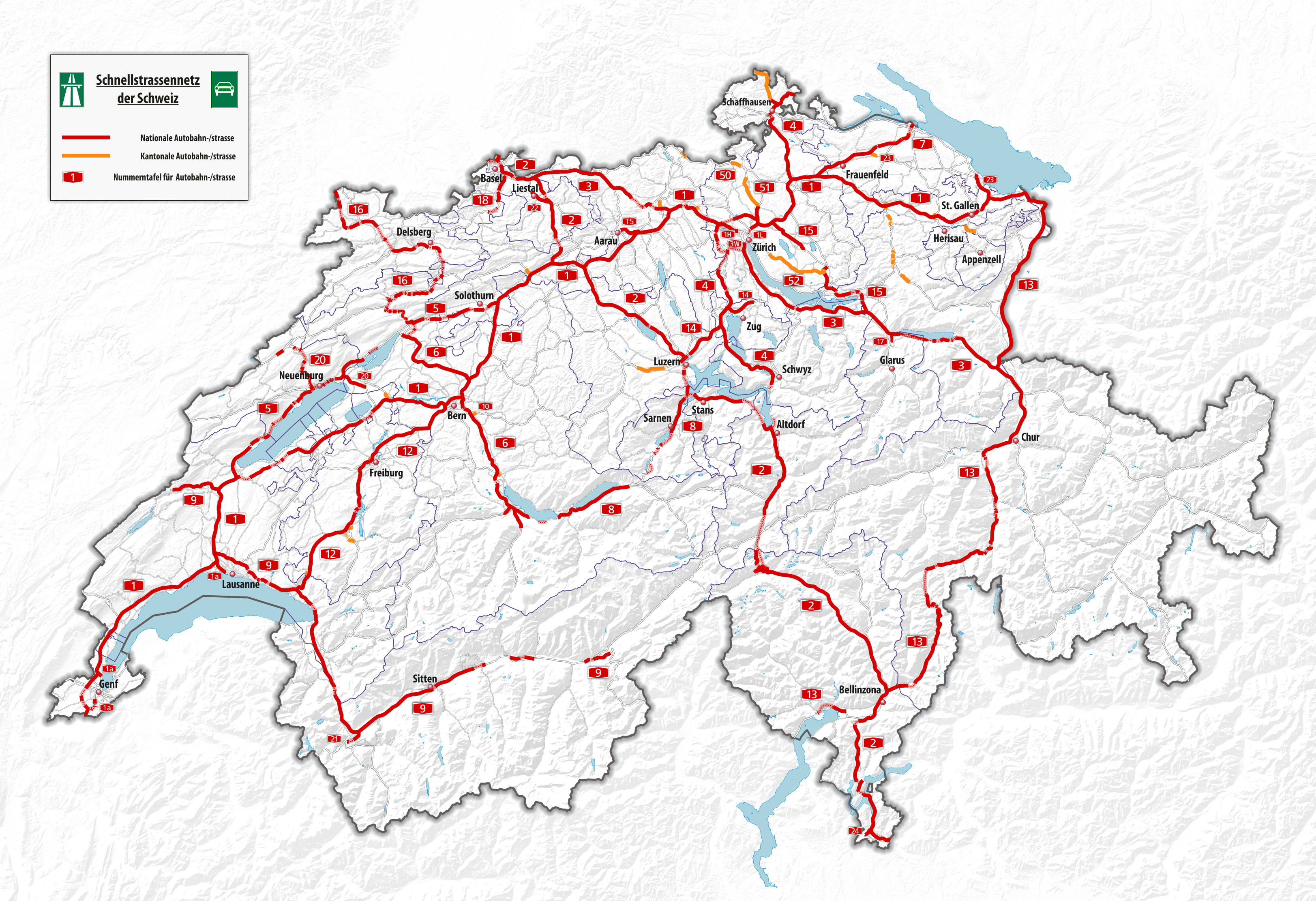
Das Schnellstrassennetz der Schweiz ab 2020

Die Autobahnen und Autostrassen der Schweiz sind vom Bund und in geringem Umfang von einzelnen Kantonen betriebene Strassen, die Motorfahrzeugen vorbehalten sind, welche mindestens 80 km/h erreichen können.
Schweizer Autobahnen sind kreuzungsfrei, richtungsgetrennt und haben mindestens zwei Fahrstreifen pro Richtung; Autostrassen sind in der Regel ebenfalls kreuzungsfrei, aber im Gegensatz zu Autobahnen selten richtungsgetrennt und oft einspurig.
Autobahnen und Autostrassen sind grün signalisiert, die Nummerierung besteht aus weissen Zahlen auf rotem Untergrund. Eine Liste aller Autobahnen und Autostrassen der Schweiz befindet sich unter Liste der Autobahnen und Autostrassen in der Schweiz.

## Abgrenzung von Nationalstrassen
Das Autobahn- und Autostrassennetz der Schweiz entspricht nicht dem Nationalstrassennetz der Schweiz. Letzteres umfasst alle vom Bund betriebenen Strassen – auch solche, die nicht nur Motorfahrzeugen vorbehalten sind. Prämisse zur Aufnahme in das Nationalstrassennetz ist dabei eine gesamtschweizerische Bedeutung, darunter können auch kleinere Verbindungen fallen.
Ein Beispiel dafür ist die durch den Bund betriebene Prättigauerstrasse N28, welche als Hauptstrasse klassifiziert ist und auf Teilstrecken auch von nicht motorisierten Fahrzeugen befahren werden darf. Sie ist als wintersichere Verbindung ins Unterengadin von nationaler Bedeutung. Bei Nationalstrassen ist das Bundesamt für Strassen für Finanzierung, Betrieb, Unterhalt und Ausbau zuständig.
Gleichzeitig gibt es auch umgekehrt Autobahnen und Autostrassen, welche ohne Bundeshilfe gebaut wurden und somit nicht Teil des Nationalstrassennetzes sind oder erst später Teil davon wurden. Für den Unterhalt kommt der jeweilige Kanton auf. Sie stellen nur einen kleinen Anteil am Autobahn- und Autostrassennetz der Schweiz dar, sind aber ausschliesslich für Motorfahrzeuge zugelassen und entsprechend den Schweizerischen Signalisationsvorschriften für Autobahnen und Autostrassen beschriftet. Kantonale Autobahnen und Autostrassen sind primär als Entlastungsstrassen im dicht besiedelten Mittelland zu finden. Die Forchstrasse A52 oder die Autostrasse ins Toggenburg beispielsweise sind kantonal betrieben.

## Definition, Signalisation und Nummerierung
Eine Autobahn ist im Sinne einer Nationalstrasse 1. Klasse stets kreuzungsfrei, richtungsgetrennt und mit mindestens zwei Spuren pro Richtung vorgesehen. Eine Autostrasse hingegen ist im Sinne einer Nationalstrasse 2. Klasse wie Autobahnen kreuzungsfrei angelegt, aber im Gegensatz zu Autobahnen selten richtungsgetrennt und oft einspurig.

### Signalisation von Autobahnen und Autostrassen
Die Signalisationstafeln für Autobahnen und Autostrassen sind in der Schweiz seit 1972 grün gehalten, vorher waren sie blau. Einfahrts- und Endsignale bestehen aus einem weissen Piktogramm auf grünem Grund – unabhängig davon, ob es sich um eine kantonale oder nationale Autobahn bzw. -strasse handelt. Autobahnen sind dabei mit dem Signal 4.01 Autobahn (weisse Strasse mit weisser Brücke auf grünem Grund), Autostrassen mit dem Signal 4.03 Autostrasse (weisses Auto auf grünem Grund). ausgeschildert. Ab dem Signal gilt bzw. endet, sofern nicht anders definiert, die entsprechende Höchstgeschwindigkeit.
Die Beschilderungsregeln sind sowohl auf kantonalen als auch nationalen Autobahnen und Autostrassen dieselben (Grösse der Signale, Ausfahrtvorankündigungen, Entfernungsangaben zu nächsten Städten nach der Einfahrt etc.).
Nicht selten gehen Autobahnen in dünner besiedelten Gebieten in Autostrassen über und somit mit einer Spurverengung einher. Bekannte Übergänge von Autobahnen in Autostrassen dieser Art sind die San-Bernardino-Route (Teil der A13) oder der Gotthard-Strassentunnel (Teil der A2).

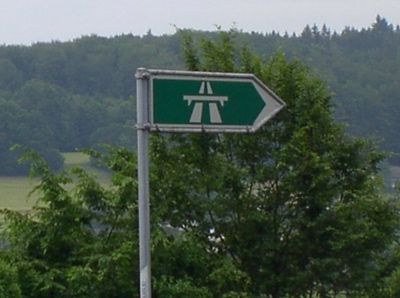
Wegweiser zu einer Schweizer Autobahn

### Nummerierung der Autobahnen und Autostrassen

#### Heutige Nummerierung von Autobahnen und Autostrassen
Es ist somit nicht verwunderlich, dass hinsichtlich der Signalisation unterschieden, die Nummerierung (weisse Ziffern auf rotem Grund) zur Einfachheit jedoch übergreifend verwendet wird. So weist beispielsweise die als  signalisierte Strasse sowohl Teilstücke als Autostrasse (der Gotthard-Strassentunnel) als auch Teilstücke als Autobahn (Rest der Nord-Süd-Verbindung) auf. Diese sogenannte A-Nummerierung wird somit Strassenklassen-übergreifend verwendet. Anhand der rotweissen A-Nummern ist somit nur erkennbar, dass es sich um eine Autobahn oder Autostrasse handelt, der genaue Ausbaustand der Strecken ist jedoch nicht erkennbar.

#### Frühere N-Nummerierung
Die zum Nationalstrassen-Netz gehörenden Autobahnen und Autostrassen tragen zusätzlich zur A-Nummerierung eine N-Nummerierung. Diese hat geschichtlichen Hintergrund und wird heutzutage nur noch behördenintern zur Unterscheidung zwischen nationalen Strassen und kantonalen Strassen verwendet. Zur Aussenkommunikation (Kartenmaterial, Signalisation, Radiomeldungen etc.) wird ausschliesslich die A-Nummerierung (bspw. ) verwendet.
Bis Ende 1996 trugen Autobahnen, Autostrassen und Hauptstrassen des Nationalstrassennetzes dieselben Bezeichnungen und liessen sich anhand dieser nicht voneinander unterscheiden. Hinzu kam, dass neben der N-Nummer des Projekts (N1b, N1c) die fertige Strasse gelegentlich eine zweite N-Nummer (N20, N11) erhielt, mit der sie ausgeschildert wurde. Um Verwechslungen zu vermeiden, wurde ab Ende 1996 die N-Nummerierung nur noch von Behördenseite und im Zusammenhang mit dem Nationalstrassennetz verwendet. Die Autobahnen und Autostrassen erhielten eine neue – an die alte Nummerierung angelehnte – A-Nummerierung. Diese wurde funktional vergeben und ordnete Teilstücken, welche von mehreren Strecken verwendet werden, alle notwendigen Nummern zu. Mittlerweile sind alle Verkehrstafeln den neuen Regeln angepasst.

#### Ausnahmen
Bei der Umstellung wurde aber versäumt, die Nomenklatur für kantonale Strecken und Autobahnzubringer verbindlich festzulegen. Kurze, kantonal betriebene Abschnitte sind nicht selten wie Hauptstrassen blau nummeriert. Diese werden von den Kantonen individuell benannt, was die Übersicht erschwert.

Hinweissignal Autobahn (national und kantonal)
Hinweissignal Autostrasse (national und kantonal)
Nummerntafel Autobahn und Autostrasse (national und kantonal)
Wegweiser Autobahn und Autostrasse (national und kantonal)
Verzweigungsankündigung Autobahn und Autostrasse (national und kantonal)
Entfernungstafel auf Autobahn und Autostrasse (national und kantonal)
Ausfahrtssignal auf Autobahn oder Autostrasse (national und kantonal) in der deutschsprachigen Schweiz
Nummerierung von Ausfahrt auf Autobahn und Autostrasse (national und kantonal)

## Geschichte

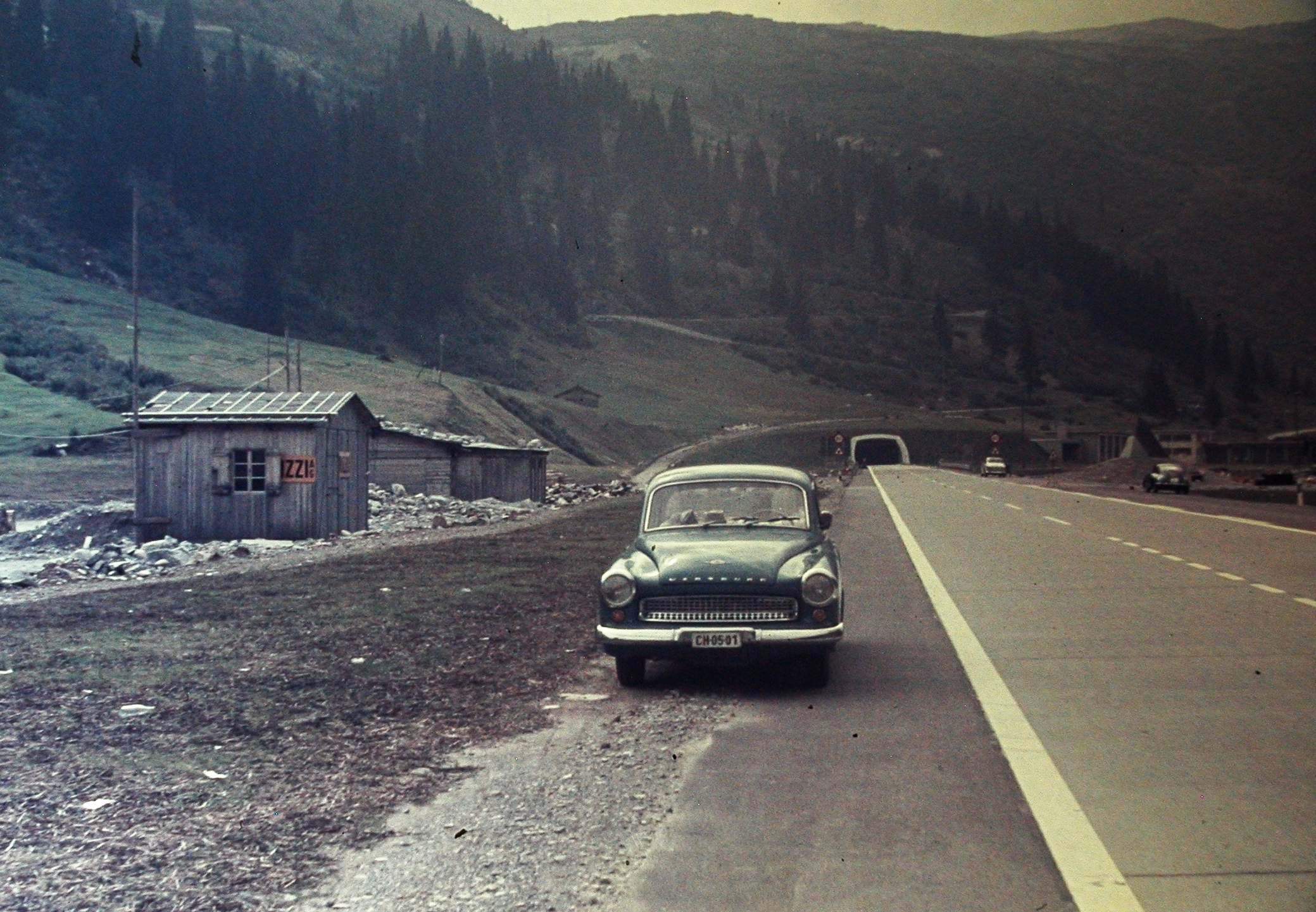
Nordportal des San-Bernardino-Tunnels (1969)

Bau des Anschlusses Hunzenschwil (1967)

Der Autobahnbau der Schweiz beginnt verhältnismässig spät mit dem steigenden Wohlstand nach dem Zweiten Weltkrieg. 1950 waren in der Schweiz nur 147.000 Autos registriert. Innert zehn Jahren wuchs der Bestand um das Dreieinhalbfache. Ziel war es primär, Zentren vom Verkehr zu entlasten.

Bau der Verzweigung Härkingen mit der Belchenrampe (1967)

### Erste Autobahn
Als erste Autobahn der Schweiz gilt die am 11. Juni 1955 eröffnete Ausfallstrasse Luzern-Süd. Diese noch nicht kreuzungsfrei ausgeführte vierspurige Strasse diente der Umfahrung von Horw und sollte die Stadt Luzern schneller mit den Innerschweizer und den Berner Touristenorten verbinden. Sie führte vom heutigen Anschluss Luzern-Kriens nach Ennethorw und diente als vierspurige Umfahrung der Gemeinde Horw. Die Finanzierung erfolgte ohne Bundeshilfe alleine durch den Kanton Luzern.
Die Strasse galt von Beginn an als Attraktion und war eine schweizweite Pionierleistung. Nicht selten warben Wohnungsinserate mit den Worten: ... mit Sicht auf die Autobahn. Mit den heutigen Standards verglichen, war die Strasse eher einer komfortablen Chaussee ähnelnd. Die Einfahrten waren äusserst kurz, zudem fehlten Markierungen, Pannenstreifen und Leitplanken zu diesem Zeitpunkt weitgehend. Die Autobahn war nicht kreuzungsfrei und in der Nähe von Horw führte ein Industriegeleise über die Autobahn. Dafür war ausreichend Platz für Pferdefuhrwerke vorhanden. Die harmonische Linienführung habe die betroffene Landschaft nicht nur nicht verschandelt, sondern geradezu bereichert, hielt die damalige Zeitung Vaterland fest. Autobesitzer nutzten die aus Beton gebaute Piste, um Geschwindigkeiten zu erfahren, die auf normalen Strassen nicht möglich waren, zumal zu diesem Zeitpunkt noch keine rechtlich verbindlichen Höchstgeschwindigkeiten galten. Noch heute ist dieses Teilstück – wenn auch der heutigen Zeit angepasst – als Bestandteil der A2 in Betrieb. Aufgrund der Bauart gilt dieses Stück bis heute als erste Autobahn der Schweiz.

### Volksabstimmung zur Verbesserung des Strassennetzes
Im Februar 1956 reichen ACS und TCS die Volksinitiative zur Verbesserung des Strassennetzes ein, welche die Verwendung mindestens der Hälfte aller Einnahmen durch die Mineralölsteuer auf Kraftstoffen für den Bau von Autostrassen – im Besonderen für eine West-Ost- und eine Nord-Süd-Verbindung – vorschlägt. Am 6. Juli 1958 wird der Gegenentwurf des Bundes vom Schweizer Volk mit 85 % Ja-Stimmen-Anteil angenommen. Am 21. Juni 1960 trat das Bundesgesetz über die Nationalstrassen in Kraft, welches die Kompetenzen zur Planung und zum Bau von Strassen mit nationaler Bedeutung dem Bund überträgt. Das Gesetz legt im Artikel 2 fest, dass die höchste Klasse dieser Strassen ausschliesslich für die Benutzung mit Motorfahrzeugen bestimmt ist, nur an besonderen Anschlussstellen zugänglich ist, richtungsgetrennte Fahrbahnen aufweisen soll und andere Strassen nicht höhengleich kreuzt.

### Bau wichtiger Teilstücke des Nationalstrassennetzes
Am 10. Mai 1962 wurde die Grauholzautobahn als erstes Teilstück der N1 eröffnet. Dieses war somit dem Bund für Bau und Unterhalt unterstellt. Das acht Kilometer lange Teilstück dient der Entlastung der Strasse durch Zollikofen. Bereits 1963 folgte ein erstes längeres Stück Autobahn, der Abschnitt Genf–Lausanne der N1. Am 10. Mai 1967 entstand mit der Fertigstellung des Teilstücks Oensingen–Hunzenschwil zwischen Bern–Lenzburg ein 85 km langer Abschnitt der N1. Es war damals die längste zusammenhängende Autobahn der Schweiz.

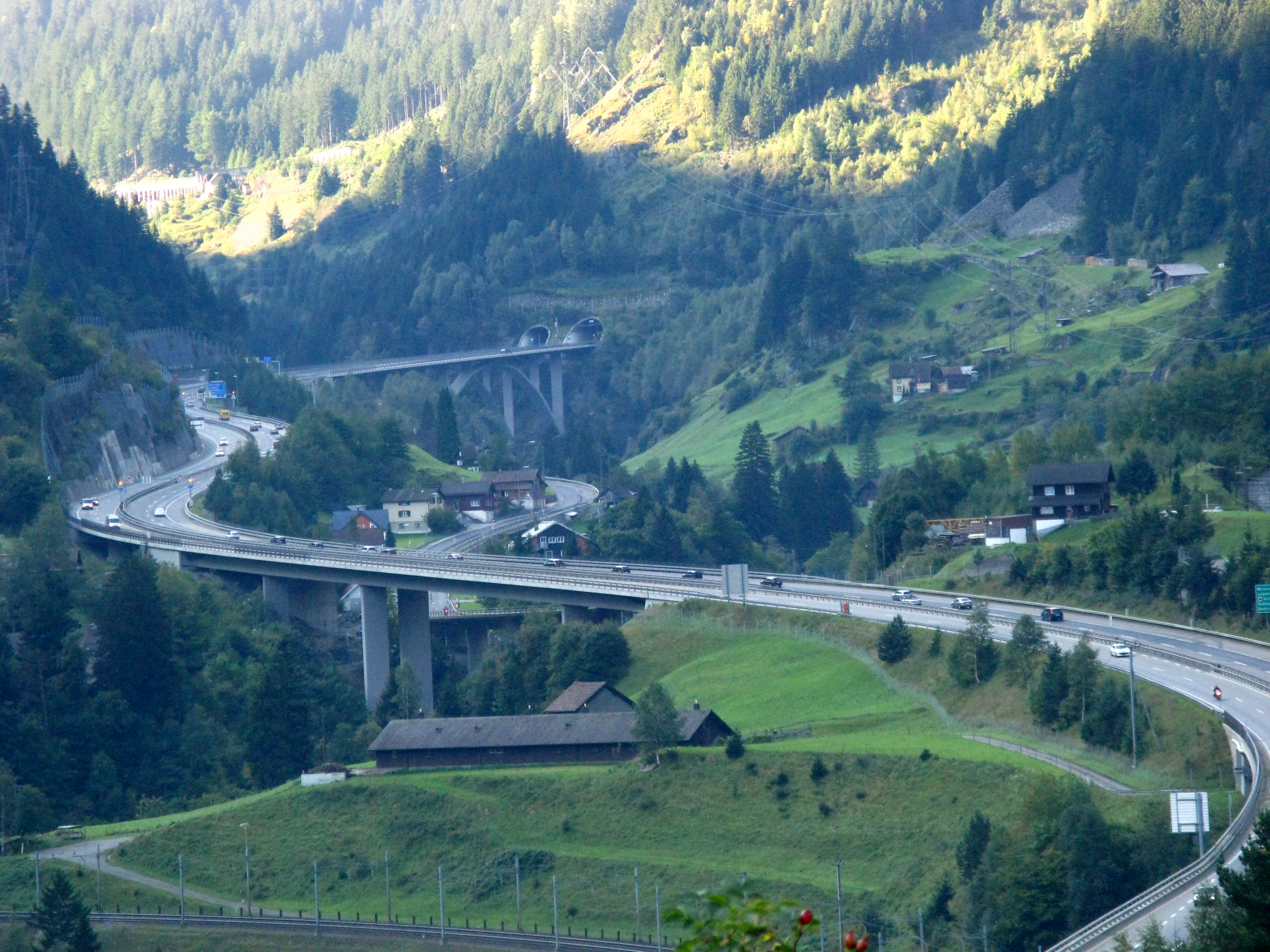
Zufahrt zum Gotthard-Strassentunnel (2008)

In den kommenden Jahren folgten zahlreiche neue Abschnitte, sowohl auf kantonaler Ebene als auch im Nationalstrassennetz. So konnte am 1. Dezember 1967 der San-Bernardino-Tunnel, rund zwei Jahre nach dem Durchschlag, für den Verkehr eröffnet werden. Der 6,6 km lange Strassentunnel ermöglichte erstmals eine ganzjährige Verbindung für die Bündner Südtäler Misox und Calancatal in die Hauptstadt Chur und verbindet als Teil der A13 die Ostschweiz mit der Alpensüdseite und dem Tessin. 1968 folgte ein Teilstück der A3 bei Freienbach, in den Jahren danach weitere Stücke der A1 in der Ostschweiz.
Bereits 1965 beschlossen die Eidgenössischen Räte, die Planung des Nationalstrassennetzes durch den Gotthard-Strassentunnel zu ergänzen. Bisher verlief der Verkehr über den Gotthardpass beziehungsweise per Autoverlad durch den Gotthardtunnel. Baubeginn des Tunnels war 1970, die Eröffnung der Autostrasse konnte schliesslich nach zehnjähriger Bauzeit am 5. September 1980 stattfinden.

### Umfahrungen von Zürich
Ebenfalls früh wurde die Notwendigkeit einer Umfahrung der Stadt Zürich erfasst. Dennoch stellte sich diese als langwieriges Problem heraus. Das sogenannte Zürcher Expressstrassen-Y wurde erstmals in die Nationalstrassenplanung von 1960 mit den Abschnitten Hardturm und Aubrugg–Letten–Brunau aufgenommen. 1962 genehmigte der Bundesrat das Projekt und legte es 1969 durch einen ergänzenden Beschluss genauer fest. Dabei sollte die aus Süden kommende Autobahn A3 im Stadtzentrum nahe dem Hauptbahnhof Zürich in die Autobahn A1 münden. Gegen das Projekt regte sich bald vehementer Widerstand, und es wurde Gegenstand heftiger politischer Auseinandersetzungen in den 1970er Jahren.
In diversen Volksbegehren wurde das Projekt alsbald verworfen und zurückgestellt. Bis heute ist nur das Teilstück der A1 durch den Milchbucktunnel bis zum Letten als Autobahn A1L, das Teilstück von Brunau über die Sihlhochstrasse nach Wiedikon als Autobahn A3W und der Ausbau der Pfingstweidstrasse als Expressstrasse bis zur Hardbrücke realisiert. Bis zur Eröffnung der Nordumfahrung Zürich waren die beiden Teilstücke der A1 nur über die Rosengartenstrasse und die Hardbrücke miteinander verbunden; aus Westen kommender, südwärts fliessender Verkehr wurde ab Mitte der 1960er Jahre von der Hardbrücke über die Westtangente zur Sihlhochstrasse geführt, bis 2009 die Westumfahrung mit Uetlibergtunnel eröffnet wurde. Verkehr von Westen nach Osten wurde ab 1985 über die Nordumfahrung Zürich geführt.
Für das Projekt, das eine Führung der A3 in Tieflage vorsieht, wurden während des Baus des Bahnhofs Museumsstrasse bereits die beiden Tunnelröhren unter dem Hauptbahnhof parallel zur Sihl erstellt. Sie dienten während des Baus des Bahnhofs Löwenstrasse als Zugang zur Baustelle.

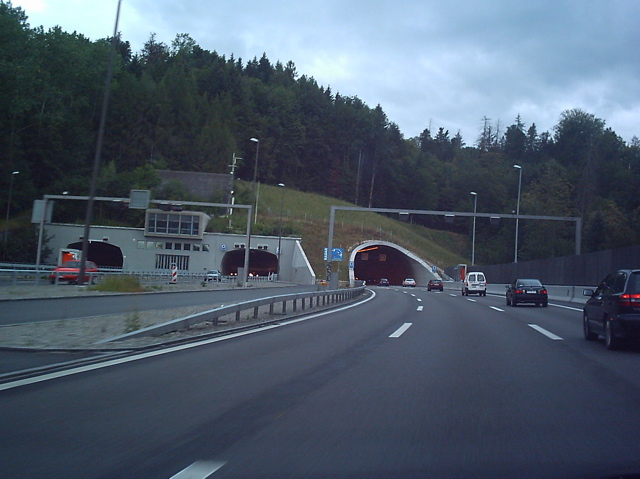
Zufahrten zu den zwei alten Röhren (1970) und der dritten Röhre (2004) des Bareggtunnels

In einer Stellungnahme an das Bundesamt für Verkehr ASTRA forderte der Zürcher Regierungsrat im Juni 2017, dass das Zürcher Expressstrassen-Y aus dem Nationalstrassennetz gestrichen werden soll. Vielmehr solle der Bund anstelle des Y einen Zürcher Stadttunnel in die Planung aufnehmen. Diese Verbindung unter ganz Zürich hindurch zwischen der A3W und einem A1-Anschluss bei Dübendorf-Neugut mit Halbanschluss Sihlquai ist seit 2007 im kantonalen Richtplan eingetragen. Dazu gehören als unterirdische Zubringer für die Goldküste der Adlisbergtunnel ab Tiefenbrunnen und der Wehrenbachtobeltunnel ab Burgwies.

### Konzept Endausbau des Autobahn- und Autostrassennetzes
Über die Jahre hinweg konnte das Autobahn- und Autostrassennetz der Schweiz gemäss Planung umgesetzt werden. Teilstücke, welche beispielsweise aufgrund politischen Widerstandes wie der Kleeblatt-Initiative länger hinausgezögert und angepasst wurden, konnten nach der Jahrtausendwende eröffnet werden. So konnte die Autobahn A5 zwischen Solothurn-Ost und Biel/Bienne auf die Expo.02 in Betrieb genommen werden. Am 5. April 2001 wurde auch als letztes Teilstück der A1 der Abschnitt zwischen Murten und Yverdon eröffnet. Diese Autobahn ist über einen Rollweg bei der Halle 5 mit dem Militärflugplatz Payerne verbunden und kann notfalls als zusätzliche Start- und Landepiste verwendet werden – diese Notlandepiste wird im Juni 2024 erstmals getestet.[veraltet]

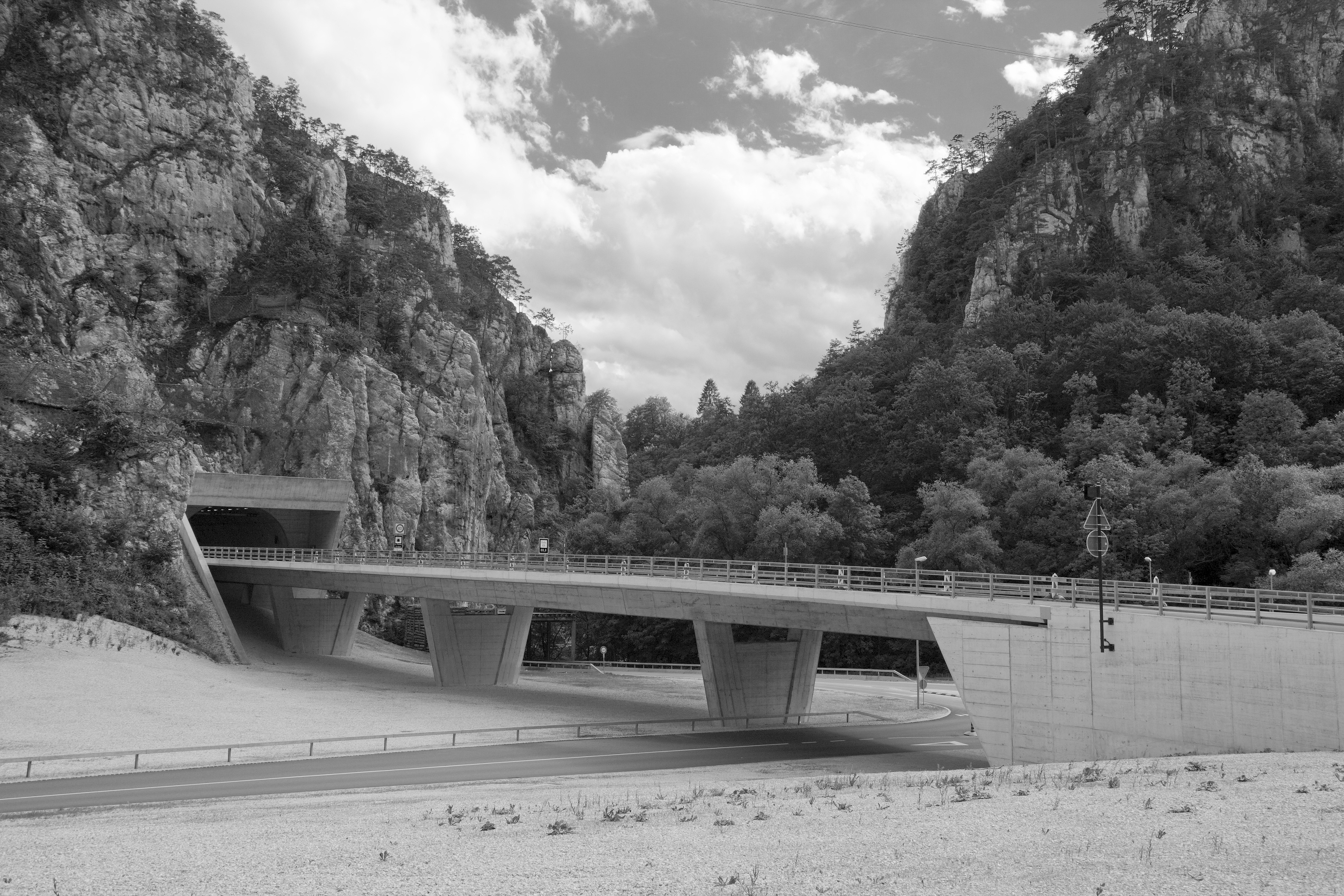
Brücke und Tunnel bei Choindez als Bestandteil der Transjurane (2008)

Am 4. Mai 2009 folgte der Lückenschluss der Zürcher Westumfahrung mit dem Uetlibergtunnel als Kernstück. Im selben Jahr am 14. November ging auch das vorerst letzte Teilstück der Autobahn A4 zwischen Zug und Zürich in Betrieb. Im Frühjahr 2017 wurde das letzte Teilstück der Transjurane, der A16 von Biel nach Delle, dem Verkehr übergeben. Ausstehend sind somit noch kleinere Abschnitte im Rahmen des Ausbaus des Nationalstrassennetzes, insbesondere im Wallis.
Per 2020 wurden aufgrund der Zustimmung zum Bundesbeschluss über die Schaffung eines Fonds für die Nationalstrassen und den Agglomerationsverkehr (NAF) 400 km kantonale Strassen, darunter zahlreiche kantonale Autobahnen und Autostrassen, neu in das Nationalstrassennetz aufgenommen. Ab diesem Zeitpunkt geht die Verantwortung über Ausbau und Unterhalt betroffener Strassen auf das Bundesamt für Strassen über (→ Aufnahme weiterer Strassen ins Nationalstrassennetz).

### Ausbauten von Autobahnen und Autostrassen

#### Kapazitätsausbauten
In den vergangenen Jahren wurden aufgrund Kapazitätsengpässen diverse bestehende Autobahn- und Autostrassenabschnitte erweitert und angepasst. So wurde 2004 die dritte Röhre des Bareggtunnels in Betrieb genommen. Dieser bildete zuvor für viele Jahre das Nadelöhr bei der westlichen Zufahrt nach Zürich. Staus verlagerten sich fortan ans Limmattaler-Kreuz, sodass zurzeit die Nordumfahrung Zürich mit Sechsspurausbau und einer dritten Röhre des Gubristtunnels im Bau ist. Am 6. Juni 2016 begannen die Hauptarbeiten zum Ausbau der Nordumfahrung. Die Eröffnung ist für 2022 vorgesehen, danach würden bis 2025 die bestehenden Tunnelröhren saniert.

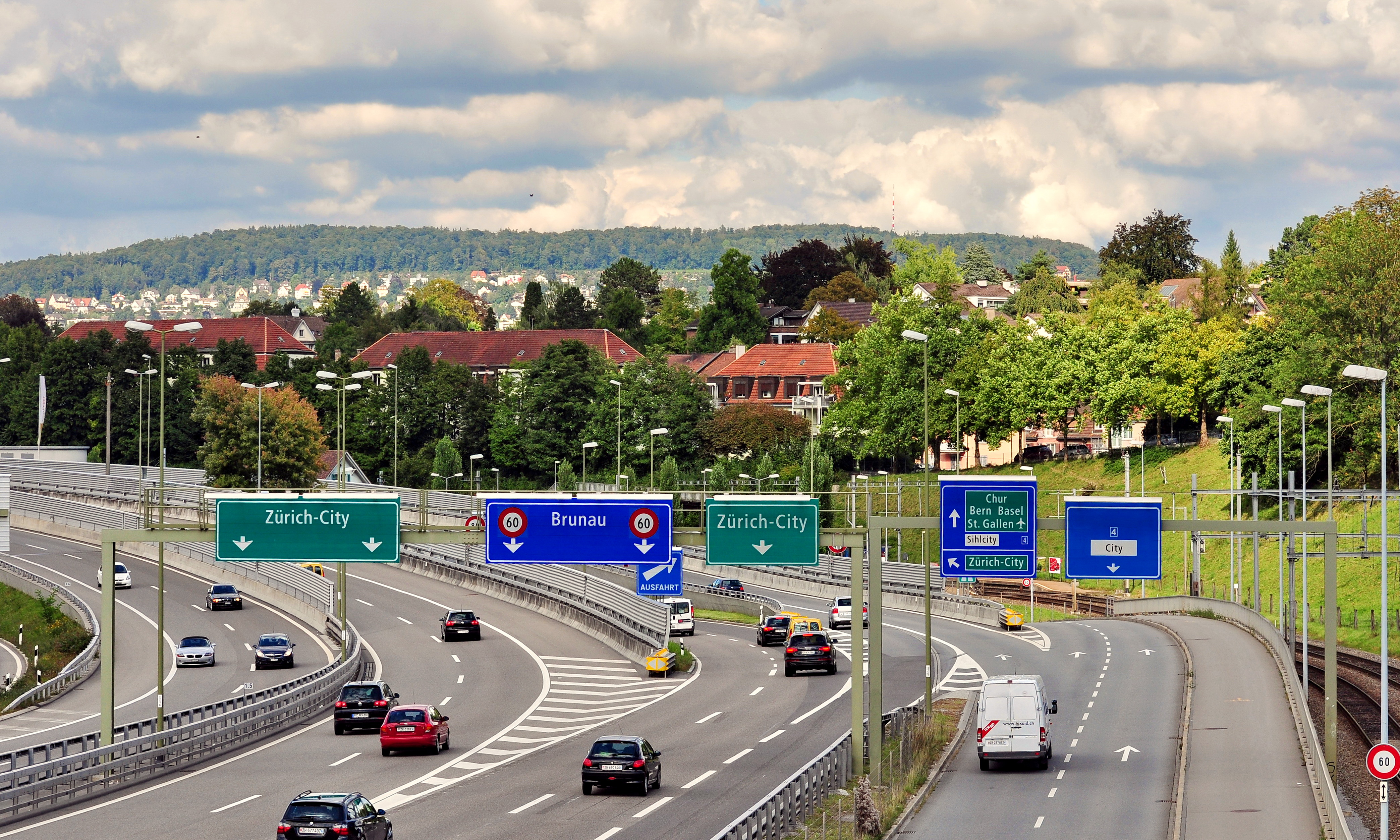
A3W als Teilstück des nie verwirklichten Zürcher Expressstrassen-Y (2010)

2015 wurde der Abschnitt zwischen der Verzweigung Härkingen und Wiggertal auf sechs Spuren verbreitert. In diesem Bereich benützen die beiden wichtigsten Autobahnen A2 und die A1 einen gemeinsamen Strassenverlauf, was in Spitzenzeiten zu hohen Belastungen führt. Die Strecke der A1 zwischen den Verzweigungen Härkingen und Luterbach könnte gemäss einem neuen Projekt von 2022 bis 2030 auf sechs Spuren erweitert werden.
Von 2009 bis 2017 wurden mehrere Ein- und Ausfahrten im Kanton Aargau zwischen den Anschlüssen Aarau West und Birrfeld unter Zuhilfenahme des Pannenstreifens verlängert. Dadurch sollte der Verkehr auf der Autobahn flüssiger werden.
Die dritte Röhre des Belchentunnels wurde 2022 in Betrieb genommen.
Weitere Projekte umfassen auch die Stadtautobahn in St. Gallen, die A1L bei Schwamendingen oder der Ausbau zwischen Lausanne und Genf.
Mit dem Bundesbeschluss vom 29. September 2023 beschloss das eidgenössische Parlament Kapazitätserweiterungen von sechs Abschnitten der Nationalstrassen: Der Abschnitt Bern-Wankdorf–Schönbühl der A1 sollte auf acht Spuren, der Abschnitt Schönbühl–Kirchberg und der Abschnitt Le Vengeron (bei Genf)–Coppet–Nyon auf sechs Spuren ausgebaut werden. Vorgesehen war zudem der Bau einer 3. Röhre des Rosenbergtunnels der A1 in St. Gallen, der Bau eines Rheintunnels zur Entlastung der Osttangente der A2 in Basel und der Bau einer 2. Röhre des Fäsenstaubtunnels der A4 in Schaffhausen. Gegen den Bundesbeschluss wurde das fakultative Referendum ergriffen. Am 24. November 2024 wurde die Vorlage in der eidgenössischen Volksabstimmung über den Ausbauschritt 2023 für die Nationalstrassen von 52,7 Prozent der Stimmenden abgelehnt. Nun regt sich vermehrt Widerstand gegen weitere Projekte, u. a. Bypass Luzern und Autobahnknoten Bern-Wankdorf.
Die Hauptarbeiten zum Ausbau der Autobahn A1 auf der Strecke Luterbach–Härkingen von vier auf sechs Fahrspuren haben am 12. Mai 2025 begonnen, mit offiziellem Baustart am 22. Mai 2025. Am 26. Mai 2025 erfolgte der Spatenstich auf der Autobahn A4 zum Vollausbau Kleinandelfingen-Verzweigung Winterthur Nord von zwei auf vier Fahrspuren.

#### Erweiterung des Gotthard-Strassentunnels
Eine der finanziell umfassendsten Ausbaupläne betrifft den Bau einer zweiten Röhre am 1980 eröffneten Gotthard-Strassentunnel. Dieser ist mittelfristig sanierungsbedürftig, was eine mehrjährige Sperrung zur Folge haben würde. Im Sinne einer durchgehenden, wintersicheren Strassenverbindung und der Erhöhung der Verkehrssicherheit wurde ein Konzept bestehend aus dem Bau einer zweiten Röhre und darauffolgenden Sanierung des bestehenden Tunnels ausgearbeitet. Das Konzept wurde am 28. Februar 2016 dem Schweizer Stimmvolk zur Abstimmung vorgelegt. Die Vorlage zur "Änderung vom 26. September 2014 des Bundesgesetzes über den Strassentransitverkehr im Alpengebiet (STVG) (Sanierung Gotthard-Strassentunnel)" wurde dabei mit 57 % Ja-Stimmen angenommen. Damit wurde der Weg freigemacht für den Bau einer zweiten Röhre, der Sanierung des bestehenden Tunnels im einspurigen Richtungsverkehr mit seitlichem Pannenstreifen und der späteren Führung des Verkehrs durch getrennte Röhren. Dies verbessere die Sicherheit, ohne dass die bestehende Kapazität erhöht wird.
Geplant ist es, dass 70 Meter neben der bestehenden Röhre eine weitere ausgebrochen wird. Dabei würden wichtige Elemente wie Tunnelportale und Belüftungsschächte gemeinsam verwendet werden können. Prognostiziert ist ein Aushub von rund 6,3 Millionen Tonnen Gestein. Geplant ist bestenfalls ein Baustart 2020. Dann könnte der Rohbau bis 2025 fertiggestellt werden. Die Eröffnung der zweiten Röhre ist frühestens für Ende 2027 geplant. 2028 bis 2030 würde die bestehende Röhre saniert, sodass ab 2030 der Verkehr dann durch beide Tunnel geführt werden könnte.

## Regeln zum Befahren von Autobahnen und Autostrassen
Autobahnen und Autostrassen dürfen von Motorfahrzeugen, die eine Mindestgeschwindigkeit von 80 km/h (bis 2005 von 60 km/h) erreichen, befahren werden. Zusätzlich ist auf den zum Nationalstrassennetz gehörenden Autobahnen und Autostrassen generell eine Mautabgabe fällig; diese wird für leichte Motorfahrzeuge sowie leichte Anhänger in Form einer Autobahnvignette erhoben. Motorfahrzeuge ab einem Gesamtgewicht von 3,5 Tonnen benötigen für das Befahren von Autobahnen und Autostrassen keine Vignette, da sie der leistungsabhängigen Schwerverkehrsabgabe (LSVA) unterliegen.

### Autobahnvignette

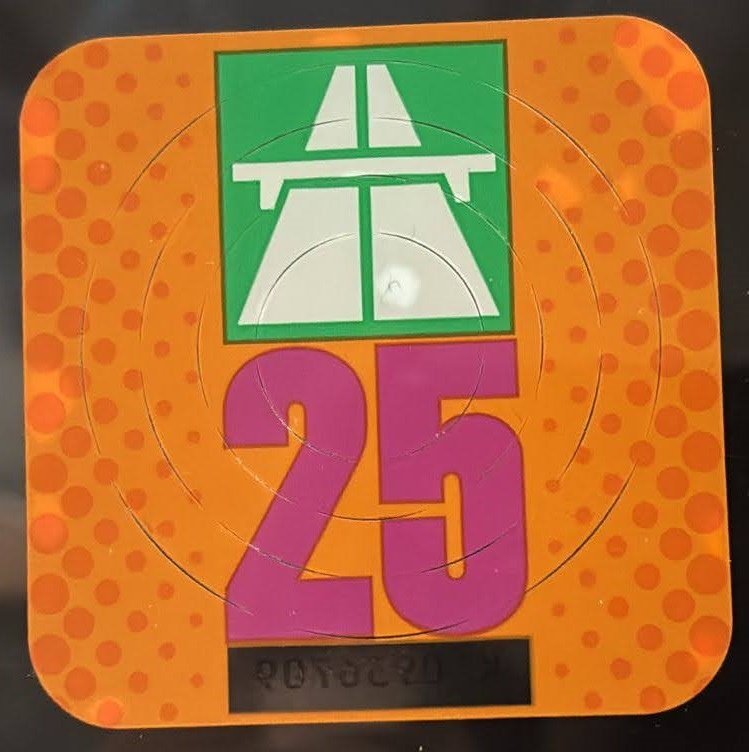
Autobahnvignette 2025

In der Schweiz besteht die Vignettenpflicht seit 1985 auf den Autobahnen und Autostrassen des Nationalstrassennetzes. Diese Mautpflicht wird in Form einer Jahresvignette, welche 14 Monate gültig ist, abgegolten. Die Vignette berechtigt zum Befahren vignettenpflichtiger Strassen ab dem 1. Dezember bis zum 31. Januar des übernächsten folgenden Kalenderjahres. Die Vignette ist ans Fahrzeug gebunden. Sie darf nicht auf ein anderes Fahrzeug übertragen werden. Daher ist jedes Fahrzeug, das mit Wechselschildern abgabepflichtige Strassen befährt, mit einer gültigen und vorschriftsgemäss angebrachten Vignette auszurüsten. Dasselbe gilt auch für Anhänger. Diese müssen mit einer separaten Vignette ausgerüstet sein.
Die Vignette kann an Raststätten, bewachten Grenzübergängen etc. erworben werden. Die Kosten betragen 40 Schweizer Franken (Stand: Januar 2018). Nicht vorhandene, falsch angeklebte oder mit Transferfolie verwendete Vignetten werden mit 200 Franken Busse geahndet. Wenige Teilstrecken des Nationalstrassennetzes sind aus Kulanz von der Vignettenpflicht befreit. So dürfen Fahrzeuge zwischen den Autobahnzollstellen Basel-St. Louis, Rheinfelden und Kreuzlingen die Strecke zwischen der Zollstelle und der ersten Ausfahrt (bzw. in umgekehrter Richtung) ohne Vignette befahren.
Das Vorhaben, die Gebühr für eine 1-Jahres-Vignette auf 100 Franken anzuheben, wurde im November 2013 durch eine Volksabstimmung abgelehnt.

In der Schweiz darf die Geschwindigkeit auf Autobahnen auf 60 km/h reduziert werden. In der Praxis ist dies bei Verzweigungen und Baustellen der Fall.

### Tempolimit
Bereits 1965 wurde auf Teilabschnitten auf Autobahnen und Autostrassen eine Richtgeschwindigkeit eingeführt. Vom 17. November 1973 bis zum 17. März 1974 wurde auf Autobahnen versuchsweise ein Tempolimit von 100 km/h eingeführt, dieses anschliessend auf 130 km/h erhöht. Die definitive Einführung der Limite von 130 km/h erfolgte 1976. Seit dem 1. Januar 1985 ist die heute noch gültige zulässige Höchstgeschwindigkeit auf Autobahnen 120 km/h. Die Limite von 120 km/h kann gemäss Art. 108 Abs. 5a SSV auf bis zu 60 km/h reduziert werden. Die Abstufung beträgt 10 km/h gemäss SSV, in der Praxis 20 km/h. In den Autobahntunneln und auf Strecken ohne Standstreifen gilt oft eine reduzierte Höchstgeschwindigkeit von 80 oder 100 km/h.
Bis 1989 galt auf Autostrassen die gleiche Höchstgeschwindigkeit wie auf Ausserortsstrassen mit Gemischtverkehr. 1973 wurde auf solchen Strassen eine generelle Höchstgeschwindigkeit von 100 km/h eingeführt, die mittels Signalisation auf 120 km/h erhöht werden konnte. Bei der Herabsetzung der Höchstgeschwindigkeit von 100 km/h auf 80 km/h auf Ausserortsstrassen im Jahre 1984 behielten viele Autostrassen weiterhin ihr Höchstgeschwindigkeitssignal «100 km/h» bzw. solche wurden nachträglich aufgestellt; eine Erhöhung auf 120 km/h war nicht länger gestattet. 1989 wurde das Strassenverkehrsgesetz angepasst, indem die Höchstgeschwindigkeit auf Autostrassen separat geregelt wird. Sie liegt bis heute bei 100 km/h. Die Höchstgeschwindigkeit wird in Rücksichtnahme ausländischer Verkehrsteilnehmer generell stets signalisiert (in den umliegenden Ländern hat eine Autostrasse, was die erlaubte Höchstgeschwindigkeit betrifft, keinen Einfluss), wobei es da Ausnahmen gibt (z. B. die Autostrasse ab Airolo zum Gotthardpass). Eine Höchstgeschwindigkeit von 80 km/h ist auf Strecken, in denen Tunnelabschnitte vorkommen, üblich.

## Bilder

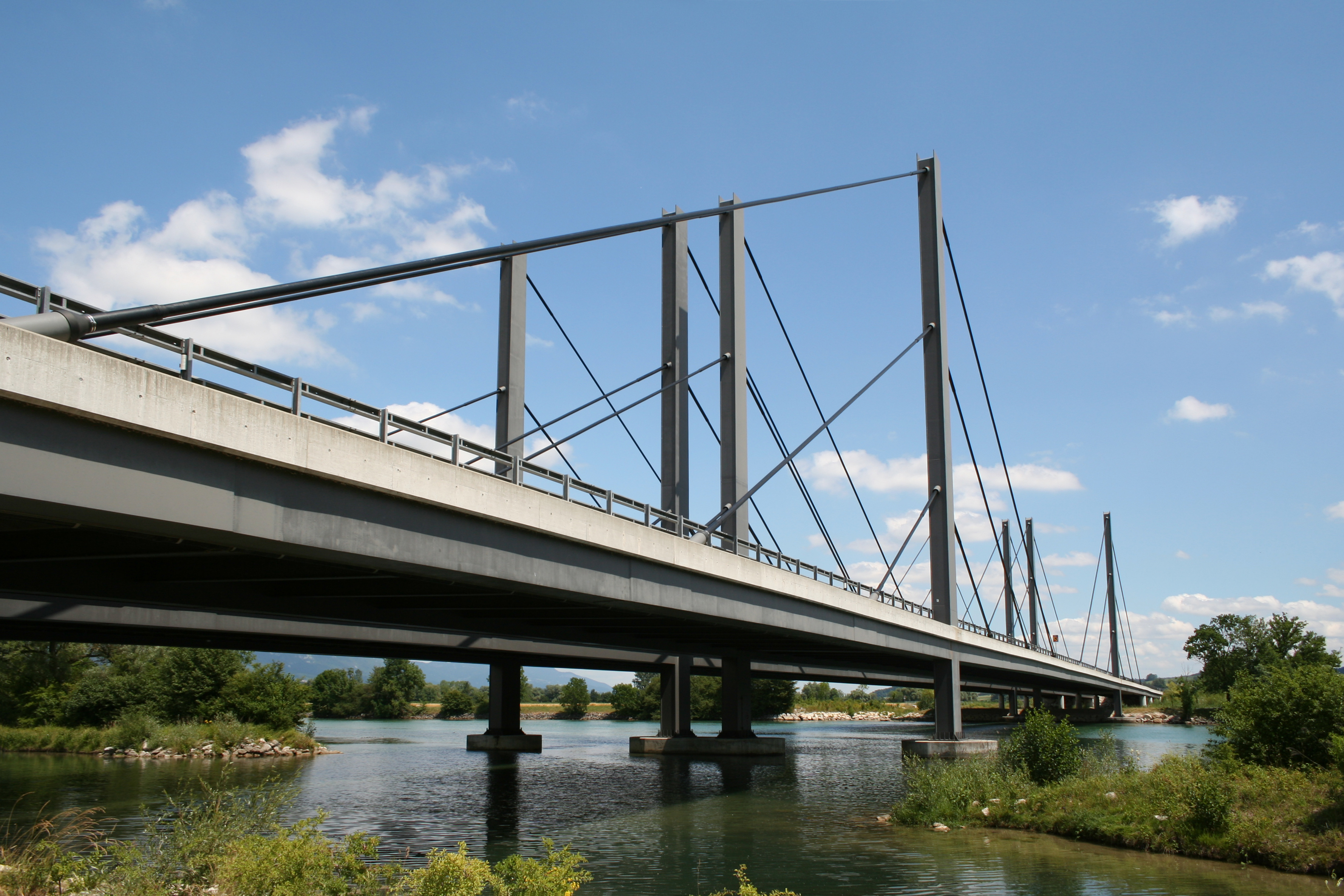
Autobahnbrücke über die Aare bei Grenchen
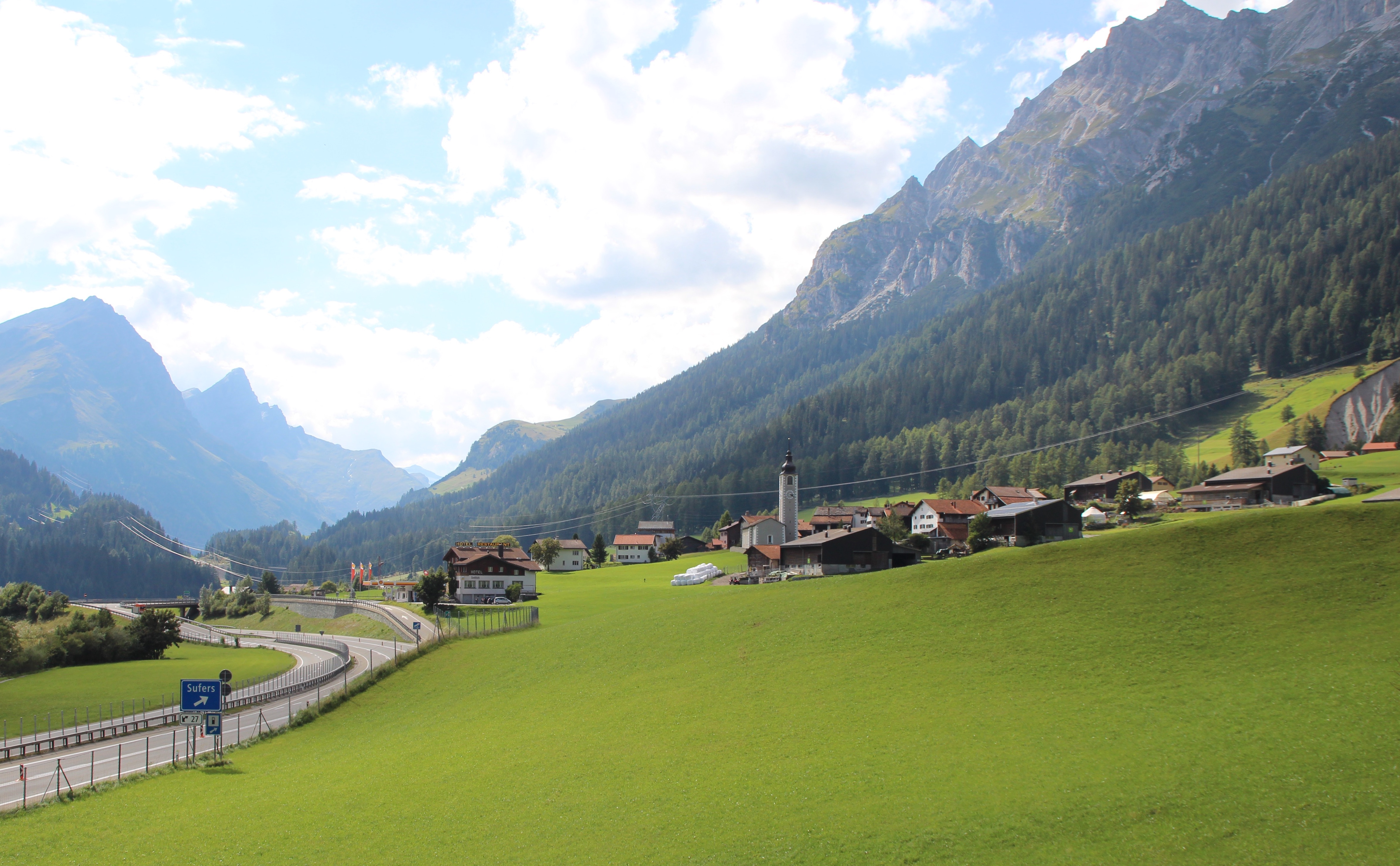
Autostrassen-Ausfahrt Sufers an der San-Bernhardino-Route
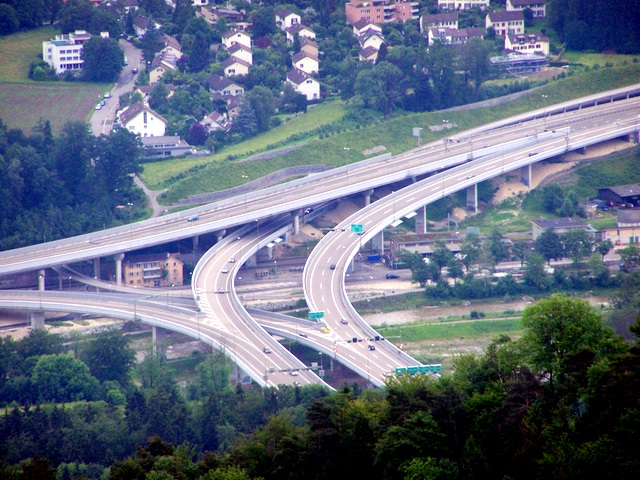
Verzweigung Zürich-Süd vom Uetliberg gesehen
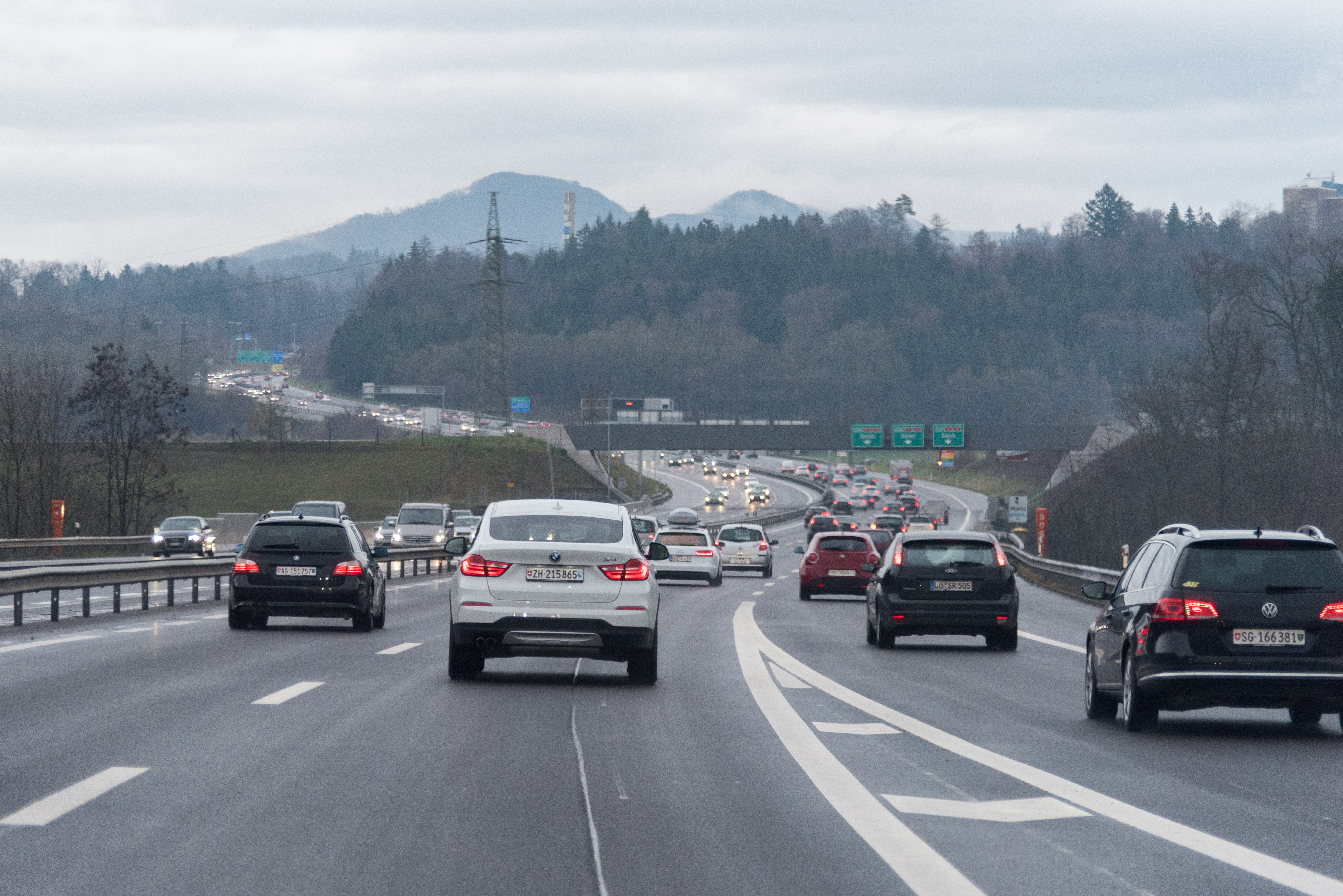
A1 am Bareggtunnel
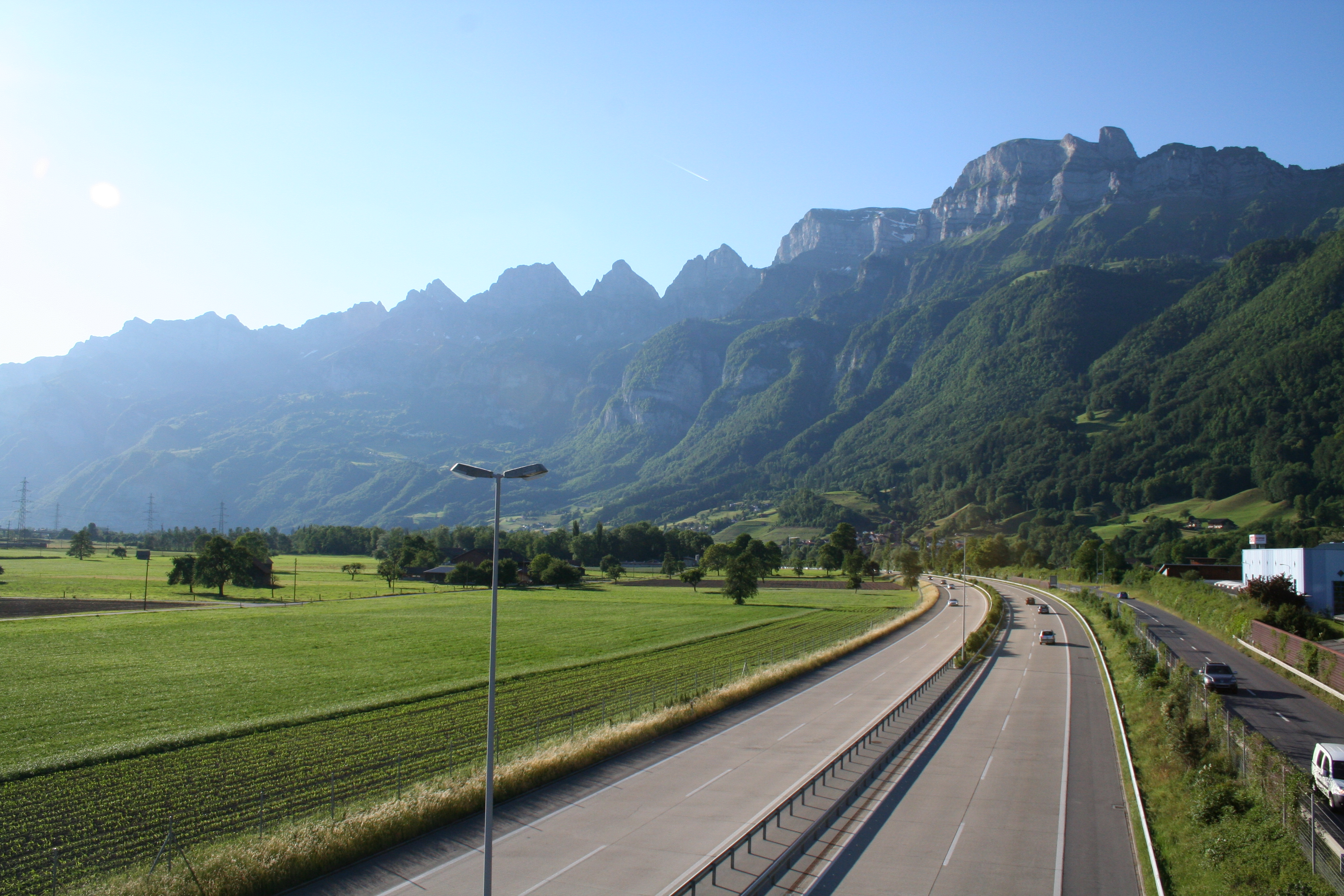
Autobahn A3 mit Blick auf die Churfirsten
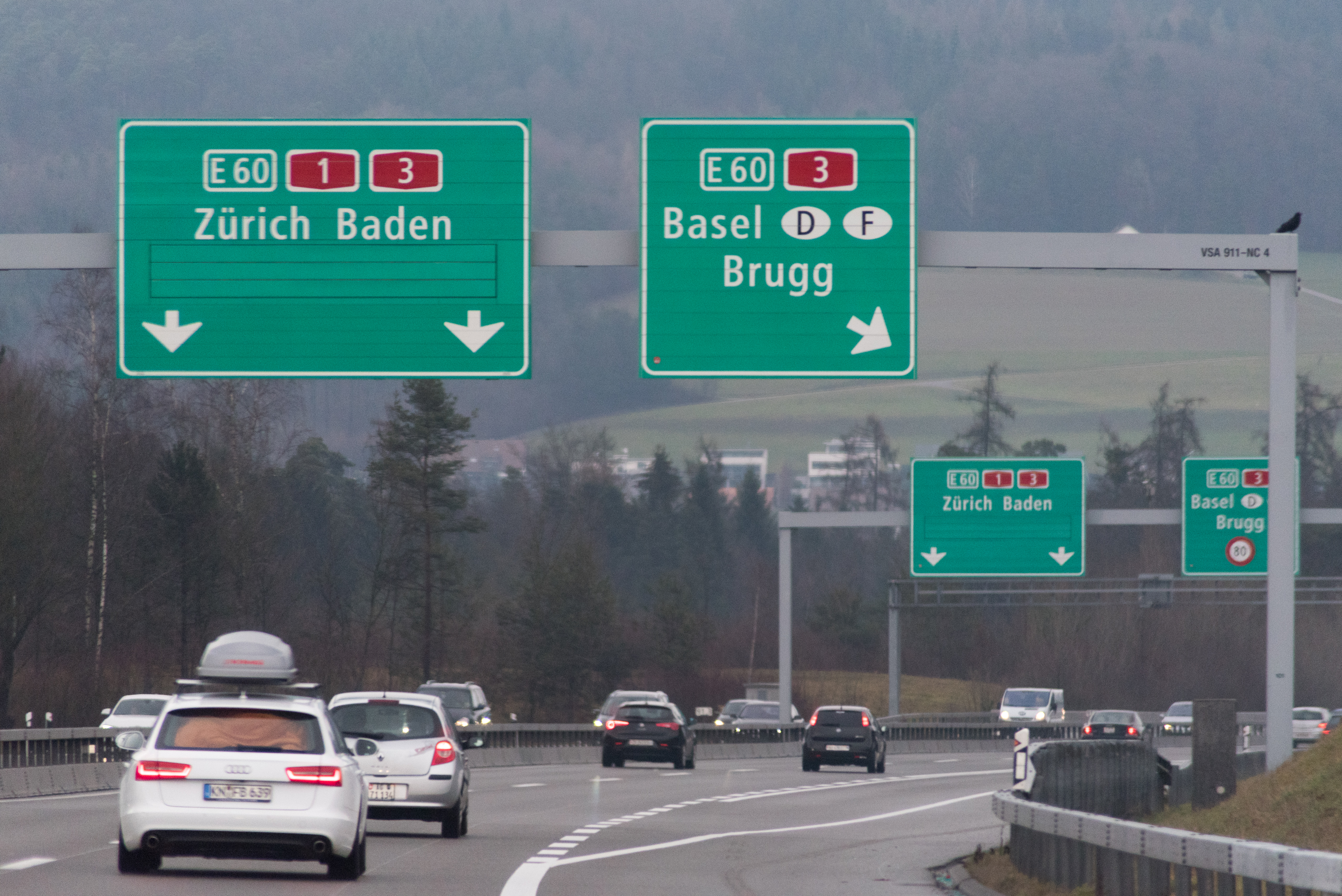
Verzweigung Birrfeld
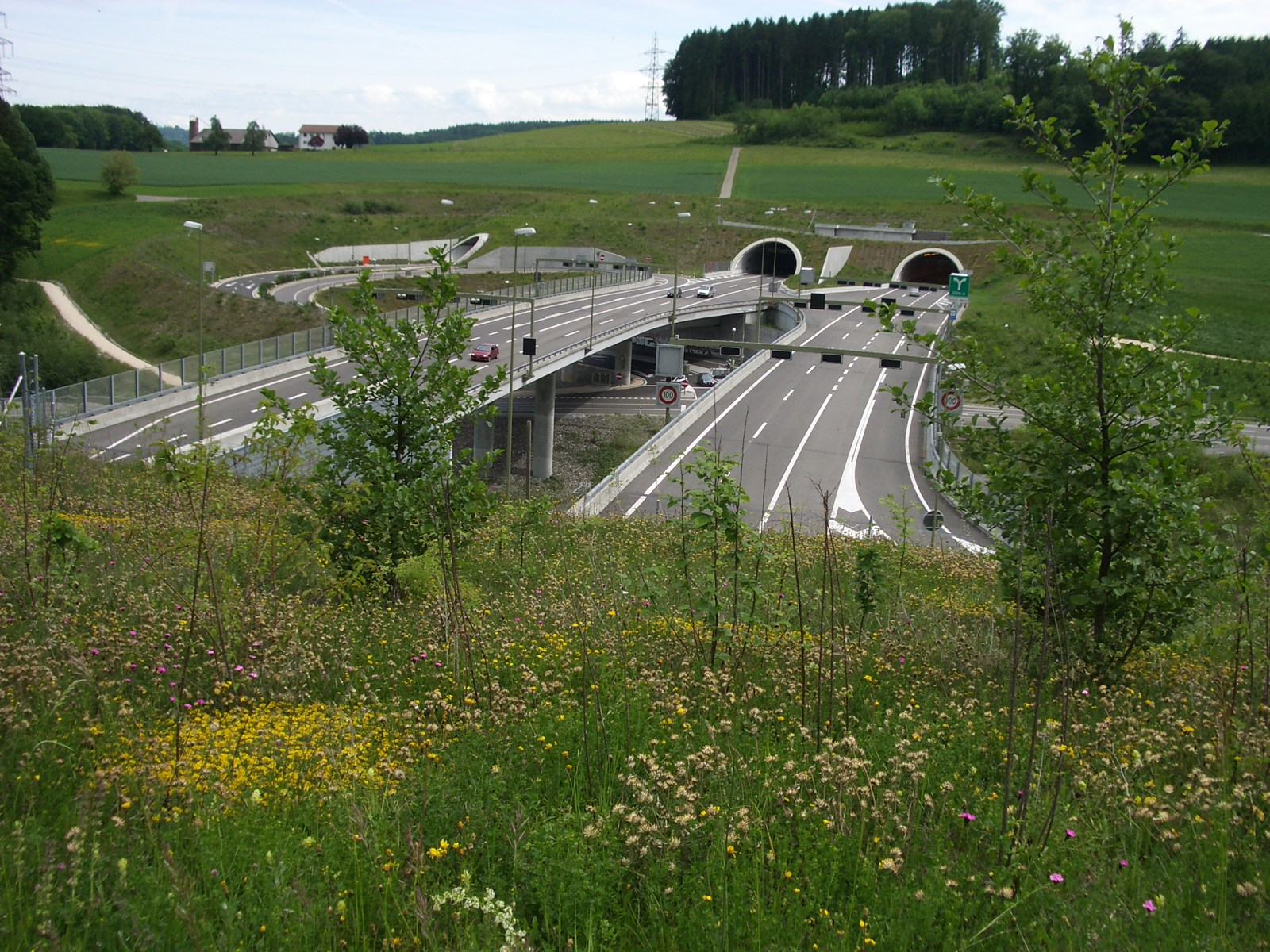
Aeschertunnel
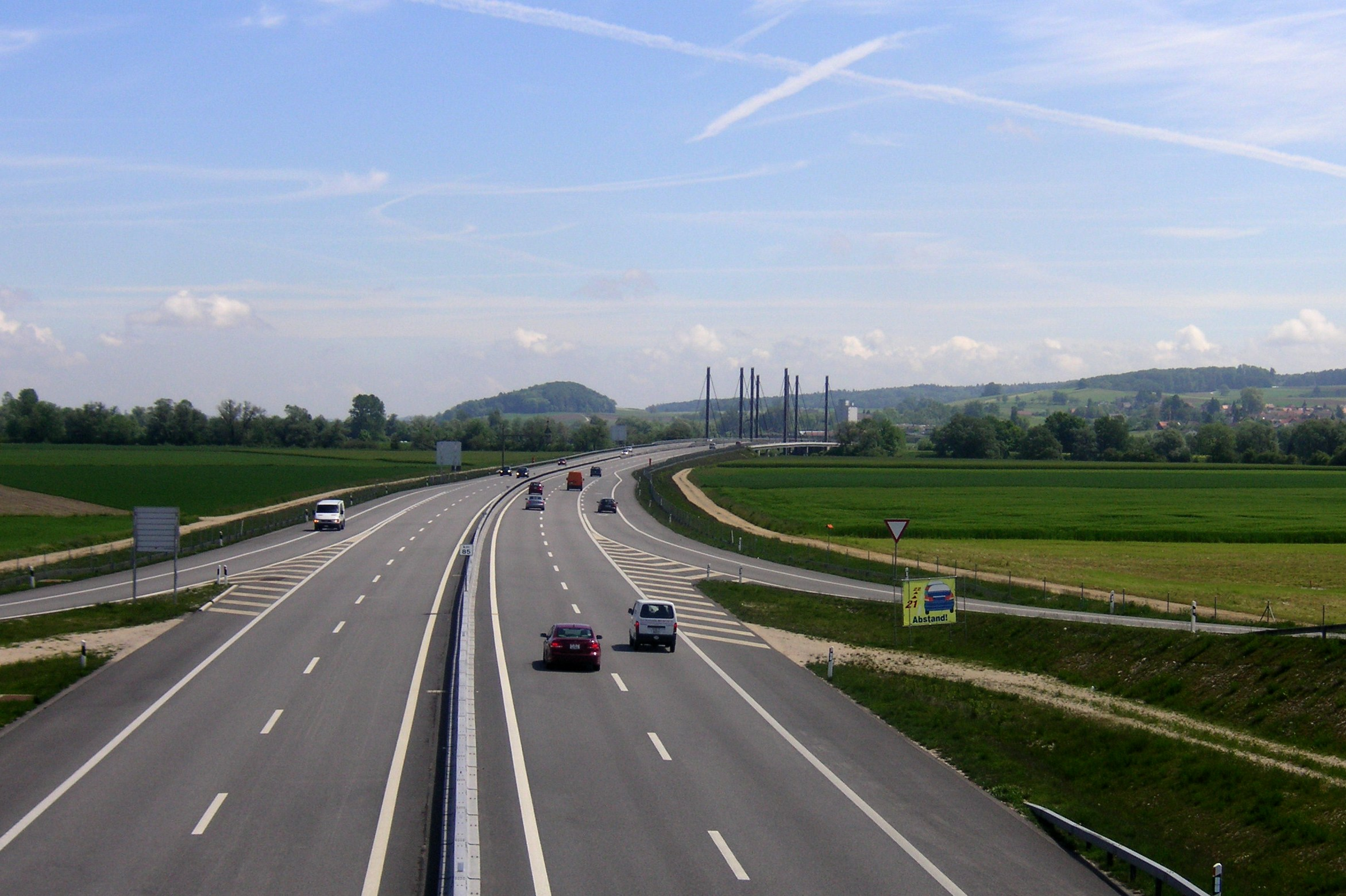
Teilstück der Autobahn A5
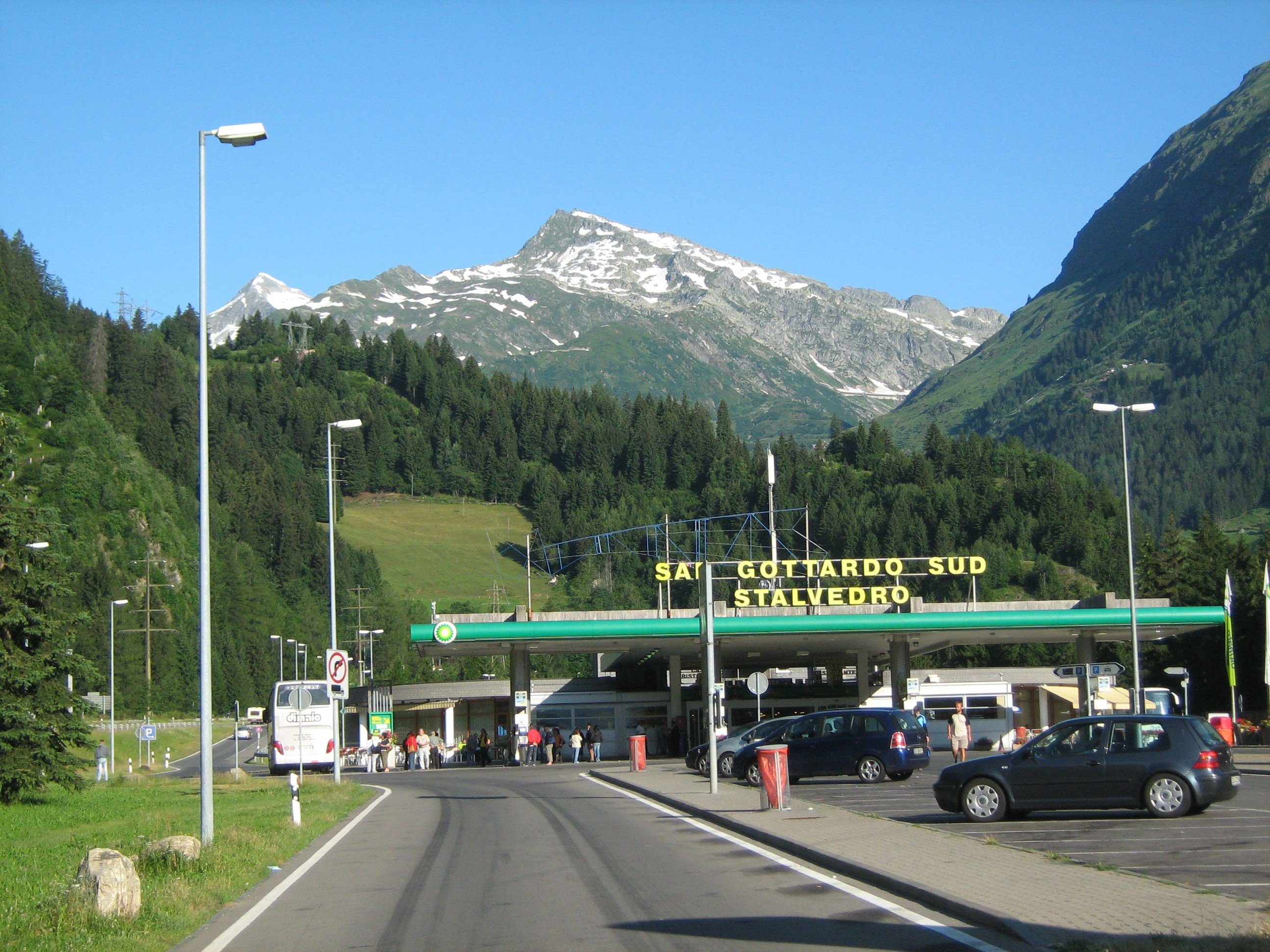
Autobahnraststätte Stalvedro
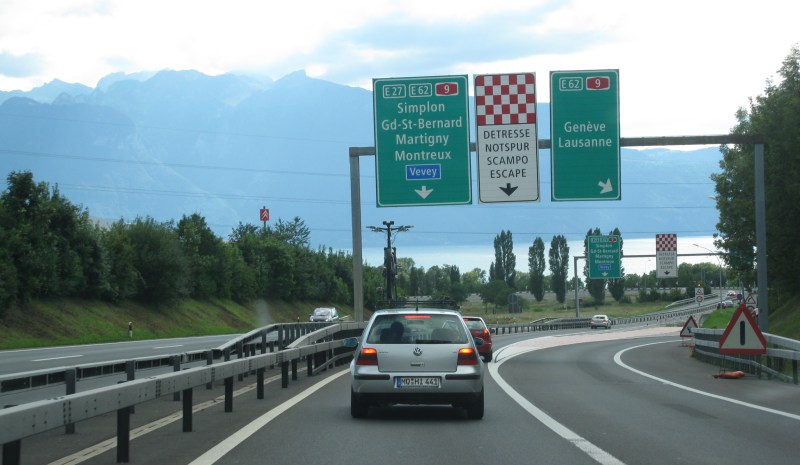
Die A12 vor der Verzweigung La Veyre mit Notfallspur
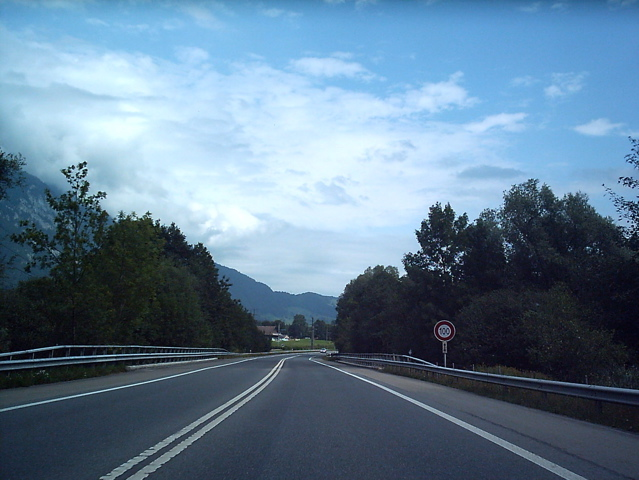
Autostrasse A8 in der Schweiz

## Trivia
- 1995 kam es zum längsten Verkehrsstau auf der damaligen N1 (heute Autobahn A1), als nach mehreren Unfällen im Ferienverkehr die Strecke zwischen Bern und Niederbipp auf 53 Kilometern blockiert war.
- Im November 2016 wurde zum ersten Mal in der Schweizer Autobahn- und Autostrassengeschichte ein Stück Autostrasse zurückgebaut: Mit der Umfahrung von Roveredo[32] verläuft die A13 anstelle mitten durch die Gemeinde nun durch einen Tunnel. Zuvor waren Autobahntrassen höchstens umgenutzt und/oder tiefer klassiert worden.
- Diverse Streckenabschnitte können zu militärischen Zwecken genutzt werden, siehe Nationalstrasse#Militärische Bedeutung.